# Stefan Mugoša
Stefan Mugoša (Podgorica, Jugoszlávia, 1992. február 26. –) montenegrói labdarúgó, a Vissel Kobe játékosa.